# Solano (Colombia)
Solano è un comune della Colombia facente parte del dipartimento di Caquetá.
Il centro abitato venne fondato da José Dolores Solano nel 1936, mentre l'istituzione del comune è del 1985.